# Meller Drammer
Meller Drammer è un cortometraggio muto del 1914 diretto da E.A. Martin.

## Produzione
Il film fu prodotto dalla Selig Polyscope Company.

## Distribuzione
Distribuito dalla General Film Company, il film - un cortometraggio di 150 metri - uscì nelle sale cinematografiche statunitensi il 14 agosto 1914. Nelle proiezioni, veniva programmato con il sistema dello split reel, accorpato in un'unica bobina con un altro cortometraggio prodotto dalla Selig, la commedia The Day of the Dog.